# Casper Ehrenborg (militär)
Casper Gustaf Salomon Ehrenborg, född 15 februari 1846 i Karlshamns församling, Blekinge län, död 20 augusti 1916 i Halmstads församling, Hallands län, var en svensk militär, godsägare och riksdagsman. Han var far till Gösta Ehrenborg.
Ehrenborg var godsägare i Hässleholm i Kristianstads län. Han var ledamot av riksdagens första kammare 1889–1892 och 1895–1901, invald i Kristianstads läns valkrets. I riksdagen skrev han två egna motioner en om ökat stöd åt uppfostringsanstalter för sinnesslöa barn och en om ändrade villkor för lån ur odlingslånefonden.
Riddare av Kungl. Svärdsorden (RSO) 1889
Riddare av Kungl. Vasaorden (RVO) 1886